# 先思行集團
先思行集團有限公司，簡稱先思行集團，以及先思行（英語：AV CONCEPT HOLDINGS LIMITED，港交所：0595），在1980年由蘇煜均（主席）博士創立，名為「先思行有限公司」，一度由行政總裁蘇智安管理，而隨着蘇智安於2017年12月26日起辭任其執行董事及行政總裁，蘇煜均由當日起兼任行政總裁職務。
現時業務包括四方面：
1. 在全球經營生產、設計、推廣及銷售半導體產品元件的半導體分銷業務[2]，
2. 品牌全渠道商業伙伴業務[3]，
3. 互聯網業務[4]，
4. 以及創投業務[5]。

而股份則在1996年4月24日於香港交易所主板上市，總部位於香港九龍灣宏照道39號企業廣埸三期6樓。
2013年7月31日，先思行(595)以先舊後新方式，配售7260萬股股份，予梁伯韜，衛哲、ASM Asia Recovery、許介武等人。每股配售價0.6元，佔擴大股本的10.74%；集資最多4360萬元，用作集團一般營運資金及日後發展和收購事項。
2017年11月15日，AV Concept（0595）宣布，斥資1,000萬元進軍新媒體業務830 Media，包括成立全新網媒《Whizoo》，共羅致14名《STAKK》的前員工組成班底，並由蘇智安弟弟蘇智燊擔任公司行政總裁，製作幽默影片，並從日常生活取材，以引起年輕人共鳴。而從2018年3月至9月期間的中期業績可見，由830 Media Limited所代表的互聯網社交媒體業務已錄得營業額440萬港元，貢獻來自於創意內容孵化器830 Lab Limited及Whizoo Media Limited。
2018年，AV Concept開設全資附屬公司E-GoGo Limited負責消費類電子產品及品牌全渠道業務，與原有的Signeo Design團隊整合，務求協助其他零售企業商務客戶提供線上線下全渠道品牌管理的一站式商貿解決方案，幫助其他零售企業進駐東南亞電商平台拓展市場。